# Plethodon chlorobryonis
Espèce
Synonymes
- Plethodon glutinosus chlorobryonis Mittleman, 1951

Plethodon chlorobryonis est une espèce d'urodèles de la famille des Plethodontidae.

## Répartition
Cette espèce est endémique d'Amérique du Nord. Elle se rencontre aux États-Unis dans la plaine côtière dans le sud-est de la Virginie, dans l'est de la Caroline du Nord, dans l'Est de la Caroline du Sud et dans le nord-est de la Géorgie.

## Publication originale
- Mittleman, 1951 : American Caudata. VII. Two new salamanders of the genus Plethodon. Herpetologica, vol. 7, p. 105-112.